# Фалай
Фалай (на немски: Valley) е община с 3 343 жители (на 31 декември 2020) в област Мизбах в Горна Бавария в Германия.
Намира се на река Мангфал. Графството Фалай е споменато за пръв път през 920 г. като
собственост на графовете фон Земпт.